# Calosoma atrovirens
Calosoma atrovirens  (лат.) — вид жуков-жужелиц из подсемейства собственно жужелиц. Известно три подвида. Распространены в Мексике.
Длина тела имаго 22—28 мм. Жуки тёмно-зелёные, чёрные, с едва заметным зелёным оттенком по краям, или красновато-чёрные, с зеленоватыми краями. Форма тела внутри популяции может сильно варьировать.